# دونالد إتش تورنر
دونالد إتش تورنر هو سياسي أمريكي، ولد في 19 يوليو 1964 في برلينغتون في الولايات المتحدة. نشط حزبياً في الحزب الجمهوري. وقد انتخب عضو مجلس نواب فيرمونت ‏.